# Studia i analizy przedprojektowe
Studia i analizy przedprojektowe – przeprowadzane są w celu wskazania najkorzystniejszego wariantu inwestycji do dalszego, pogłębionego rozpoznania. Studiom i analizom przedprojektowym poddawany jest pomysł inwestycyjny, od którego zaczyna się proces inwestycyjny. 
Obejmują między innymi:
- analizy zapotrzebowania na dany produkt lub usługę w określonym rejonie,
- analizy rynku, marketing, prognozy,
- analizy możliwości zaspokojenia aktualnego i przyszłego zapotrzebowania na dany produkt lub usługę,
- studia i analizy branżowe,
- analizy skutków oddziaływania inwestycji na środowisko
- analizy porównawcze wariantów,
- Koncepcja Programowo-Przestrzenna i Zbiorcze Zestawienie Kosztów (KPP i ZZK).